# Cornelius Smarius
Cornelius Franciscus Smarius (Tilburg, 1823 - VS, 1870) was een Nederlands geestelijke van de Rooms-Katholieke kerk die als jezuïet-missionaris werkzaam was in de Verenigde Staten. Hij was aldaar een beroemd prediker en stond vanwege zijn welsprekendheid bekend als 'De Lacordaire van Noord-Amerika'.

## Jeugd in Nederland
Cornelius Smarius werd geboren op 3 maart 1823 in de Moerstraat te Tilburg als eerste kind van Johanna Smulders en Cornelius Smarius senior, een bakker die niet onbemiddelde was. Zijn jongere zusje heette Johanna. Hij werd gedoopt in de schuurkerk van parochie 't Goirke. De kleine Cornelius genoot aanvankelijk zeer gebrekkig onderwijs op de Heikant in Tilburg-Noord. Na de dood van zijn moeder ging hij op dertienjarige leeftijd, naar het kleinseminarie waar hij schoolging van 1836 tot 1841. Hij bleek een meer dan voortreffelijk leerling, reden waarom hij zijn diploma kreeg uitgereikt met een bijzondere zegen van de apostolisch vicaris monsigneur Henricus den Dubbelden.

## Missie in de V.S.
Op 13 november 1841 startte Smarius zijn noviciaat bij de jezuïeten in de VS en wel in het seminarie St.Stanislaus in Florissant, Missouri. Daar ontmoette hij andere Brabanders waaronder stadgenoot Adriaan Hoecken, die zijn noviciaat aan het voltooien was. De leiding van de missie was in handen van de Vlaming De Smet die goed bekend was met de seminaries in de bisdommen Den Bosch en Breda. De Smet heeft veel jonge Vlamingen en Noord-Brabanders warm gemaakt voor de missie in de VS. Zijn verhalen over de indianen maakten de VS tot meest populaire bestemming.
Al vroeg mocht Smarius godsdienstcolleges verzorgen in Cincinatti en daarna aan de universiteit van St Louis. In plaats van te gaan werken onder de indianen op de  prairies, zoals aanvankelijk het idee, kreeg Smarius als arbeidsterrein de grote steden van de VS toegewezen. Dit vanwege zijn redenaarstalent. Smarius werd als 'controversist' ingezet bij de bekering van (nieuwe) kolonisten, tegenover concurrerende christelijke gezindten. De Smet schreef hierover op 30 december 1861: "Vier missionarissen zijn onafgebroken werkzaam in de missiën en stichten er onnoemelijk veel heil. Eén ervan wordt als een groot redenaar beschouwd, te weten pater Smarius. Zodra hij wordt aangekondigd snelt de gehele bevolking der omstreken toe, protestanten zowel als katholieken, naar zijn predikatiën".  Op een zekere dag hield Smarius een redetwist met Martin, een vermaard methodistisch predikant. Er kwamen toen 7.000 belangstellenden in het beursgebouw voor het tweegesprek. Smarius boekte 'een glansrijke overwinning'.

## Laatste jaren
In 1863 keert Smarius terug naar zijn geboortegrond met als doel jeugdige werkers te zoeken voor de missie in de VS. Zijn zuster Johanna woonde op dat moment reeds in het moederhuis van de Zusters van Liefde op de Oude Dijk (later zou zij overste worden van een klooster van dezelfde congregatie in Engeland).
In 1865 verschijnt een boek met daarin verschillende voordrachten van Smarius: Points of controversy, a series of lectures.
Cornelius Smarius sterft als pastoor van de parochie van de Heilige Drievuldigheid op 1 maart 1870 in de leeftijd van 47 jaar. Zijn begrafenisstoet was zeer lang: meer dan een mijl.

## Trivia
Cornelius Franciscus Smarius mag niet verward worden met Franciscus Cornelius Smarius (1887- 1952), een Tilburgse industrieel, esperanto-spreker en pianospeler. Deze was in de jaren dertig voorzitter van de Katholieke Esperanto-Vereeniging Ame kaj Pace.

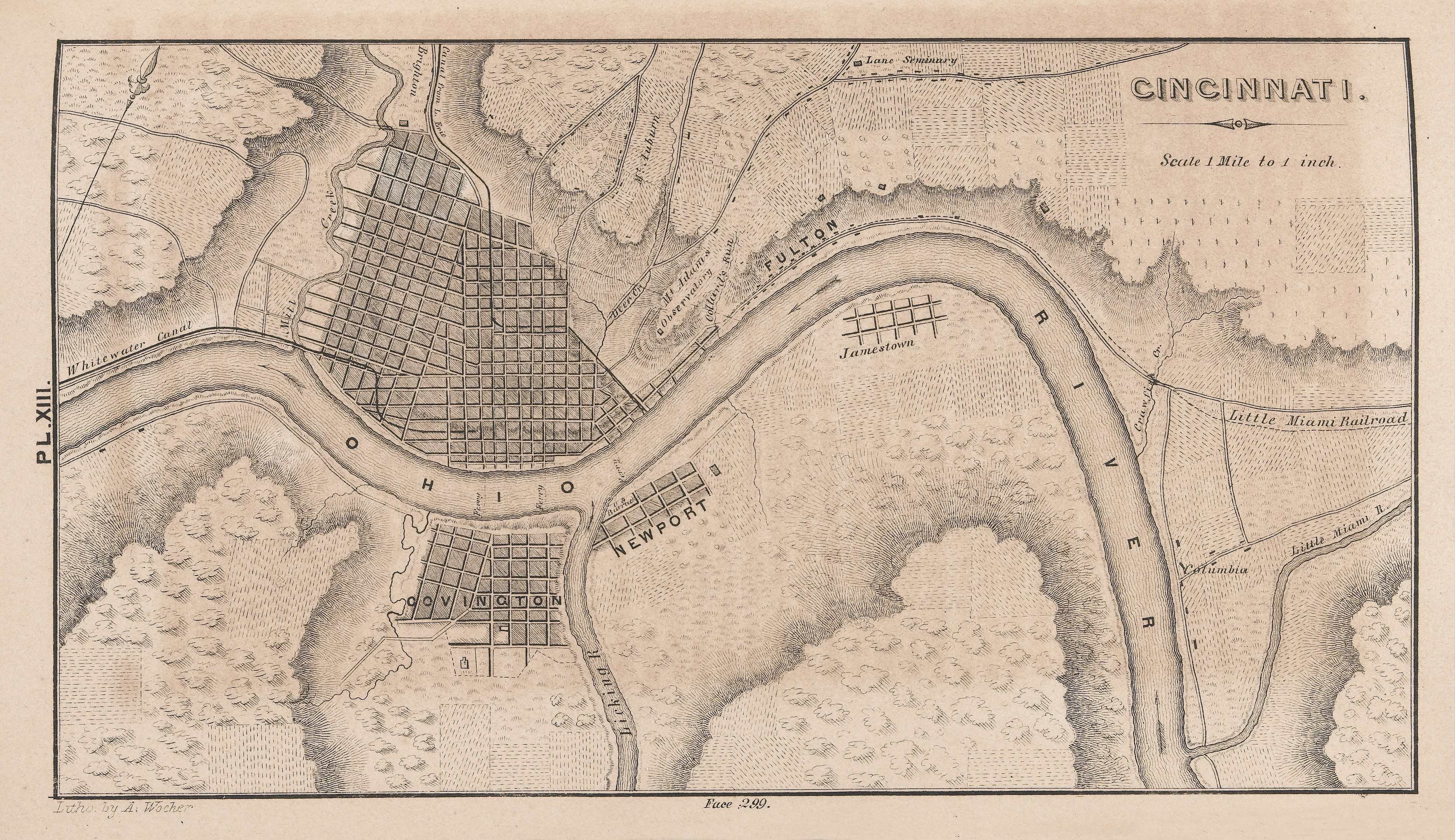
Plattegrond van Cincinnati, 1850
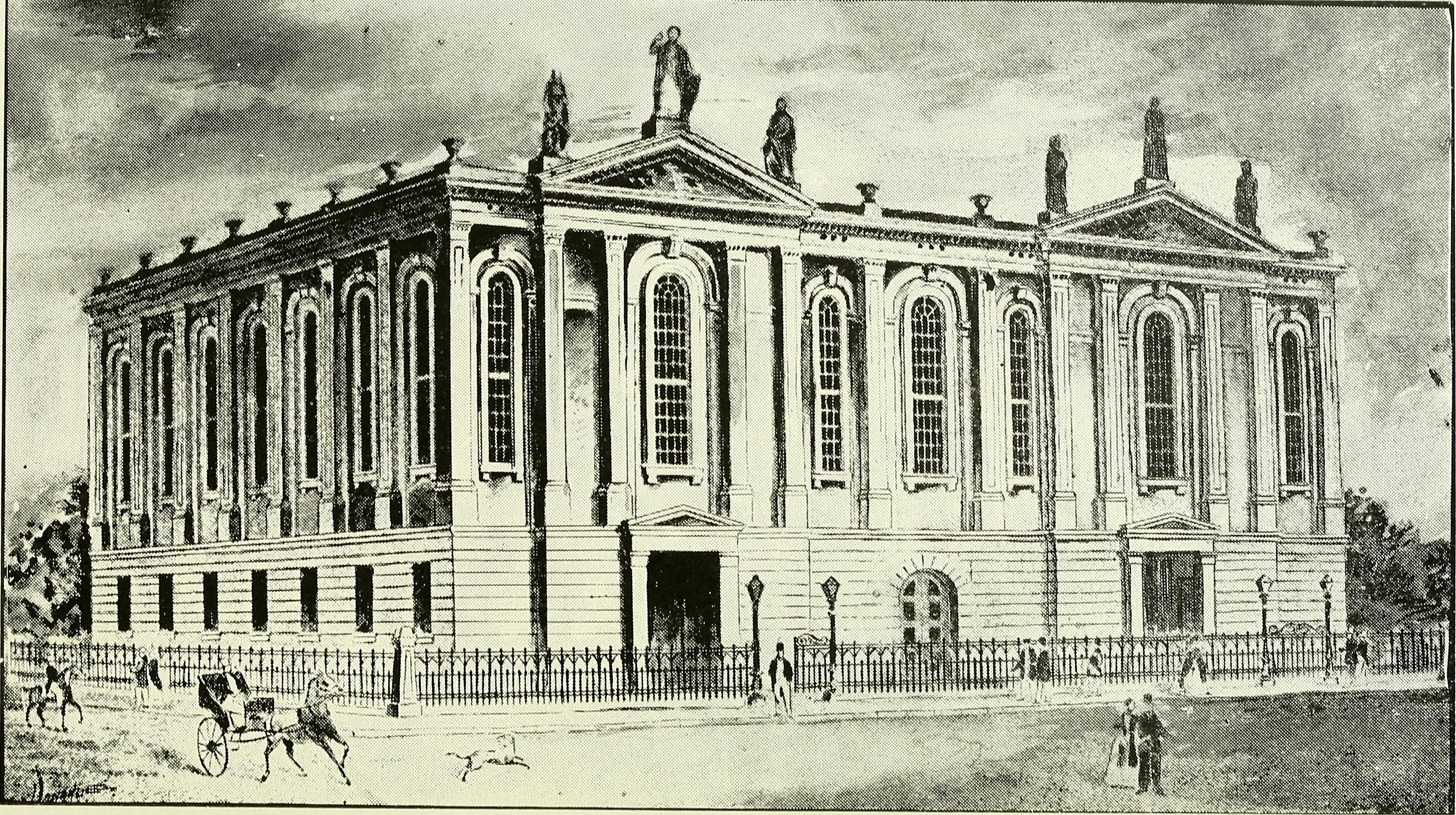
Saint Louis University, Missouri, 1900